# Arne Boelt
Arne Boelt (født 14. november 1961 i Hæstrup) er en dansk politiker, der var borgmester i Hjørring Kommune, valgt for Socialdemokraterne, fra 2010 til 2021. I 2021 tabte Boelt borgmesterposten til Søren Smalbro fra Venstre.
Boelt er uddannet tømrer og ambulancebehandler ved Falck og har arbejdet på stationen i Hjørring.
Han er bosiddende i Sindal.
Han har været medlem af Hjørring Byråd siden 2005. På borgmesterposten efterfulgte han Finn Olesen.